# Catephia compsotrephes
Catephia compsotrephes är en fjärilsart som beskrevs av Turner 1932. Catephia compsotrephes ingår i släktet Catephia och familjen nattflyn. Inga underarter finns listade i Catalogue of Life.